# 天津甕星
天津甕星（アマツミカボシ）為《日本書紀》的記述，又記作天香香背男（アメノカガセオ），祂是日本神話裡出現的星星之神；另有星神香香背男（ホシノカガセオ）、香香背男（カガセオ）等別名。

## 概要

### 日本書紀之記載
依照《日本書紀》卷第二神代下，在天孫降臨前，經津主神與武甕槌神受高皇產靈尊之命一同前往平定葦原中國，唯有星神香香背男不服。於是另外派遣倭文神建葉槌命降伏，使前述二神得以回去覆命。
另外，同卷稍後的第二種說法裡提到天神派遣經津主神與武甕槌神平定葦原中國，但天有惡神天津甕星，亦名天香香背男。前二神請天神先誅此惡神，才願降臨下凡。此時，有位號曰齋之大人的齋主神，位於于東國檝取之地。由於此段故事與正文相似，於是後世有人懷疑齋之大人便是建葉槌命。

## 解說
江戶時代後期的國學專家平田篤胤認為神名裡的「甕（ミカ）」應解作「厳（いか）」，也就是「嚴格」之意；而別名裡的「香香（カガ）」其實就是「輝く」，也就是「光亮」之意。因此，天津甕星被認為是明亮的金星。在世界各地的神話裡，星星或月亮普遍被奉祀為神明，但是在日本神話中居然被描繪成不服從天神旨意的惡神。關於這一點，有人提出可能是信仰星星的地方氏族，因為對於大和王權不服的說法。
由於該神祇乃是葦原中國平定前最後抵抗的神，和建御名方神的故事有異曲同工之妙，故有人將二神視為同一人；此外也有人將祂視為北極星神格化的妙見菩薩之化身。

## 信仰
全日本的星神社和星宮神社大都供奉天津甕星，另外計有下述：
- 大甕倭文神社（茨城縣日立市）

上述大甕倭文神社的社傳提及，甕星香香背男（即天津甕星）居住在常陸國大甕山，支配該座山構成的東國地區。大甕倭文神社內有一顆宿魂石，則為該神祇的化身。

## 內部連結
- 天羽槌雄神
- 建御名方神
- 天津甕星 (漫畫)